# Купер, Хью Линкольн

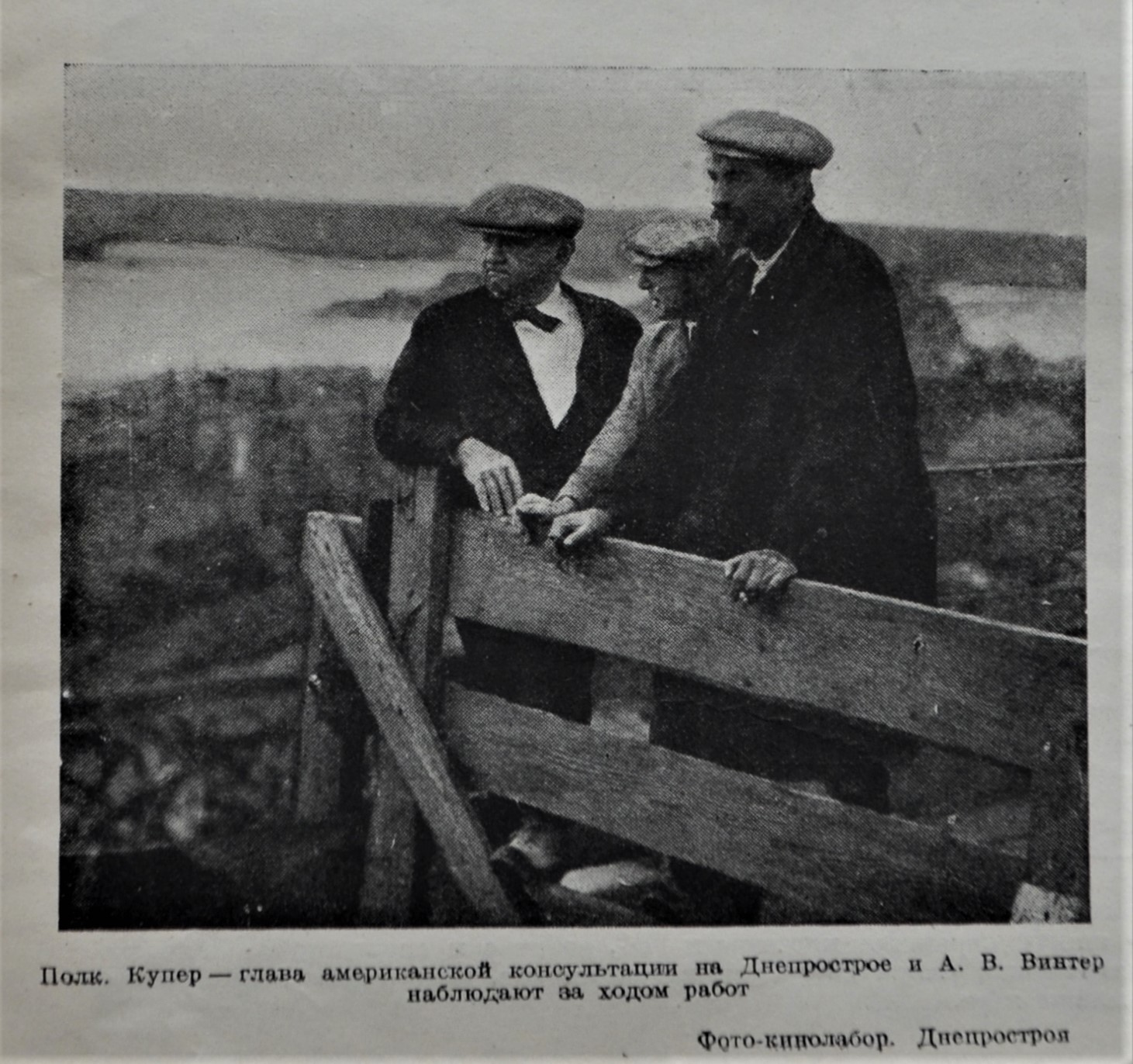
Хью Купер и Александр Винтер на строительстве Днепрогэс

Хью Линкольн Купер (англ. Hugh Lincoln Cooper; 28 апреля 1865, Шелдон, Хьюстон, Миннесота, США — 24 июня 1937, Стамфорд) — американский строитель гидросооружений.
Стал инженером в результате самообразования. Во время Первой мировой войны военный инженер, полковник.
При участии Купера были построены:
- Торонтская электростанция[англ.] вблизи порогов Хорсшу недалеко от Ниагарского водопада (проект закончен в 1907 году)
- электростанция Кеокук[англ.] на реке Миссисипи (закончена в 1913 году)[5]
- Асуанская плотина в Египте в 1914 году (консультант в строительстве).
- электростанция на озере Зумбро[англ.] (закончена в 1919 году)
- плотина Вильсона (закончена в 1924 году)[6][7].
- Днепрогэс (1932)

## Строительство Днепрогэс
В 1926 году Купер, при содействии Александра Гумберга, был приглашён правительством СССР. Его назначили главным инженером-консультантом строительства Днепровской плотины, которая в те годы была одной из крупнейших в мире. Купер принимал активное участие в проектировании Днепрогэса (1927), встречался с руководителями СССР, в том числе с И. В. Сталиным.
Внимание со стороны руководства СССР вызвало интерес в США. Высокопоставленные политики и крупные предприниматели хотели узнать впечатления Купера. В своих первых выступлениях Купер опровергал слухи о своих коммунистических симпатиях, подчеркивая, что он не коммунист и не сторонник компартии, а пропаганда III Интернационала в Америке должна быть прекращена. Затем Купер выступал за расширение бизнеса с СССР, отмечая, что значительный потенциал природных ресурсов СССР оставался нереализованным. Купер утверждал, что в России существует значительный дефицит ресурсов, который делает рынок одним из наиболее перспективных. По его мнению, по вопросам долгов и компенсаций можно достичь договорённости, разрешив проблему непризнания СССР. Во время строительства Днепрогэса Купер указывал на недостаточную механизацию, низкую производительность труда рабочих и чрезмерный административный аппарат. Купер был первым иностранным гражданином, награждённым орденом Трудового Красного Знамени (1932).
После возвращения в США в 1930 году Купер сменил Рива Шлея (Reeve Schley) на посту президента Американо-российской торговой палаты. При этом он часто проявлял нерешительность в вопросе дипломатического признания СССР. В справке Государственного департамента США о Купере говорилось, что он — крутой по характеру, трезвомыслящий ветеран-инженер с твёрдыми антикоммунистическими убеждениями, стремящийся заработать деньги и достичь профессионального успеха. В ходе слушаний в Конгрессе США в 1931 году Купер категорически отрицал, что его организация финансируется Амторгом или зарубежными правительствами, а также, что она занимается пропагандой или другой политической деятельностью.
Умер 24 июня 1937 года от атеросклероза.